# Berit Wiacker
Berit Wiacker (Duisburgo, 15 de junio de 1982) es una deportista alemana que compitió en bobsleigh en la modalidad doble.
Ganó tres medallas en el Campeonato Mundial de Bobsleigh entre los años 2007 y 2012, y cuatro medallas en el Campeonato Europeo de Bobsleigh entre los años 2006 y 2011.

## Palmarés internacional
| Campeonato Mundial | Campeonato Mundial           | Campeonato Mundial | Campeonato Mundial |
| Año                | Lugar                        | Medalla            | Prueba             |
| ------------------ | ---------------------------- | ------------------ | ------------------ |
| 2007               | Sankt Moritz (Suiza)         | Medalla de oro     | Equipo             |
| 2008               | Altenberg (Alemania)         | Medalla de oro     | Equipo             |
| 2012               | Lake Placid (Estados Unidos) | Medalla de plata   | Equipo             |
| Campeonato Europeo |                              |                    |                    |
| Año                | Lugar                        | Medalla            | Prueba             |
| 2006               | Sankt Moritz (Suiza)         | Medalla de oro     | Doble              |
| 2008               | Cesana (Italia)              | Medalla de oro     | Doble              |
| 2009               | Sankt Moritz (Suiza)         | Medalla de oro     | Doble              |
| 2011               | Winterberg (Alemania)        | Medalla de oro     | Doble              |